# Earl of Iddesleigh

Stafford Northcote, 1. Earl of Iddesleigh

Wappen der Earls of Iddesleigh

Earl of Iddesleigh, in the County of Devon, ist ein erblicher britischer Adelstitel in der Peerage of the United Kingdom.
Der Titel des Earldoms wird „Idsly“, der Familienname „Northcut“ ausgesprochen. 
Familiensitz der Earls ist Shillands House in Upton Pyne Hill bei Exeter in Devon.

## Verleihung und nachgeordnete  Titel
Der Titel wurde am 3. Juli 1885 für den konservativen Politiker Sir Stafford Northcote, 8. Baronet, geschaffen. Dieser hatte verschiedene Regierungsämter innegehabt, unter anderem Chancellor of the Exchequer, First Lord of the Treasury und Außenminister. Zusammen mit der Earlswürde wurde ihm der nachgeordnete Titel Viscount St Cyres, of Newton Saint Cyres in the County of Devon, verliehen. Dieser Titel, der ebenfalls zur Peerage of the United Kingdom gehört, dient dem jeweiligen Titelerben als Höflichkeitstitel.
Der erste Earl hatte bereits 1851 den fortan ebenfalls nachgeordneten Titel Baronet, of Haine in the County of Devon, geerbt, der am 16. Juli 1641 in der Baronetage of England seinem Vorfahren, dem langjährigen Unterhausabgeordneten John Northcote verliehen worden war.

## Liste der Earl of Iddesleigh und Northcote Baronets

### Northcote Baronets, of Haine (1641)
- Sir John Northcote, 1. Baronet (1600–1676)
- Sir Arthur Northcote, 2. Baronet (1628–1688)
- Sir Francis Northcote, 3. Baronet (1659–1709)
- Sir Henry Northcote, 4. Baronet (1667–1730)
- Sir Henry Northcote, 5. Baronet (1710–1743)
- Sir Stafford Northcote, 6. Baronet (1736–1770)
- Sir Stafford Henry Northcote, 7. Baronet (1762–1851)
- Sir Stafford Henry Northcote, 8. Baronet (1818–1887) (1885 zum Earl of Iddesleigh erhoben)

### Earls of Iddesleigh (1885)
- Stafford Henry Northcote, 1. Earl of Iddesleigh (1818–1887)
- Walter Stafford Northcote, 2. Earl of Iddesleigh (1845–1927)
- Henry Stafford Northcote, 3. Earl of Iddesleigh (1901–1970)
- Stafford Henry Northcote, 4. Earl of Iddesleigh (1932–2004)
- John Stafford Northcote, 5. Earl of Iddesleigh (* 1957)

Titelerbe (Heir Apparent) ist der einzige Sohn des jetzigen Earls, Thomas Stafford Northcote, Viscount St Cyres (* 1985).